# Rhizoperthodes anguinus
Rhizoperthodes anguinus is een keversoort uit de familie boorkevers (Bostrichidae). De wetenschappelijke naam van de soort is voor het eerst geldig gepubliceerd in 1936 door Lesne.